# 아사카 야스히코
아사카노미야 야스히코 왕(일본어: 朝香宮鳩彦王 아카사노미야 야스히코 오[*], 1887년 10월 2일 ~ 1981년 4월 12일)는 일본 제국의 황족이며 제2차 세계대전에서 활약한 군인이다. 신적강하 이전엔 황족을 나타내는 접미사(미야)와 관작명(왕)이 붙었으나 신적강하 이후엔 아카사 야스히코(朝香鳩彦)로 개명되었다. 아사카는 쇼와 천황에게 숙부뻘이자 고모부가 된다.

## 집안 내력
아사카는 구니노미야 아사히코 친왕의 8번째 아들로서 뇨보(일종의 하녀 혹은 첩)인 쓰노다 사가코(角田須賀子)에게서 태어났다. 야스히코의 아버지 아사히코 친왕은 적법한 황통이 없을 때, 후대 천황을 배출할 수 있는 4개의 방계 황족 중 하나인 후시미노미야 출신이었다. 1872년 메이지 천황은 아사히코 친왕에게 "구니" 성(姓)을 하사하여 구니노미야의 초대 당주가 되었다.

## 결혼 및 가족
1906년 메이지 천황은 야스히코에게 "아사카"의 성(姓)을 하사하여 새로운 궁가 아카사노미야를 창설하게 되었다. 1909년 5월 6일 야스히코는 메이지 천황의 8번째 딸인 후미노미야 노부코 공주와 결혼하였다. 그들은 2남 2녀의 자녀를 두었다.

## 군경력
일본 황족 남자는 군인이 되어야한다는 규정에 따라 야스히코도 군인의 길을 걷게 되었다. 그리하여 어릴 때는 귀족과 황족 자제들의 교육기관인 가쿠슈인(学習院)에서 공부하다가 육군유년학교와 육군사관학교를 거쳐 소위로 임관하였다. 이후 육군대학을 졸업하고 프랑스로 유학하여 생시르 특수군사학교(École Spéciale Militaire de Saint-Cyr)에서 공부했다. 그는 프랑스 유학당시 교통사고를 당하여 다리를 절게 되었다.
이후 일본에 돌아와서 1926년 대좌로 승진하였으나 1933년 부인과 사별하였다. 1930년에는 육군대학의 교관으로 임명되었고, 이후 소장으로 승진하여 제1근위사단장이 되었다. 1935년에는 군사참의관이 되었는데, 이 자리는 쇼와 천황에게 영향력 있는 조언을 할 수 있는 자리였다.
황도파의 과격 장교들에 의한 쿠데타인 2.26 사건이 벌어지자 야스히코는 이를 지지하여 쇼와 천황에게 쿠데타를 승인할 것을 권고했으나, 쇼와 천황은 이를 거부하고 쿠데타 부대에게 원대복귀할 것을 명령하였다. 이 때문에 쇼와 천황과 야스히코는 사이가 벌어졌고, 이후 1937년 그는 야전직으로 전출되어 상하이 파견군을 맡고 있던 마쓰이 이와네(松井石根) 사령관 아래에서 근무하였다.

## 난징 대학살

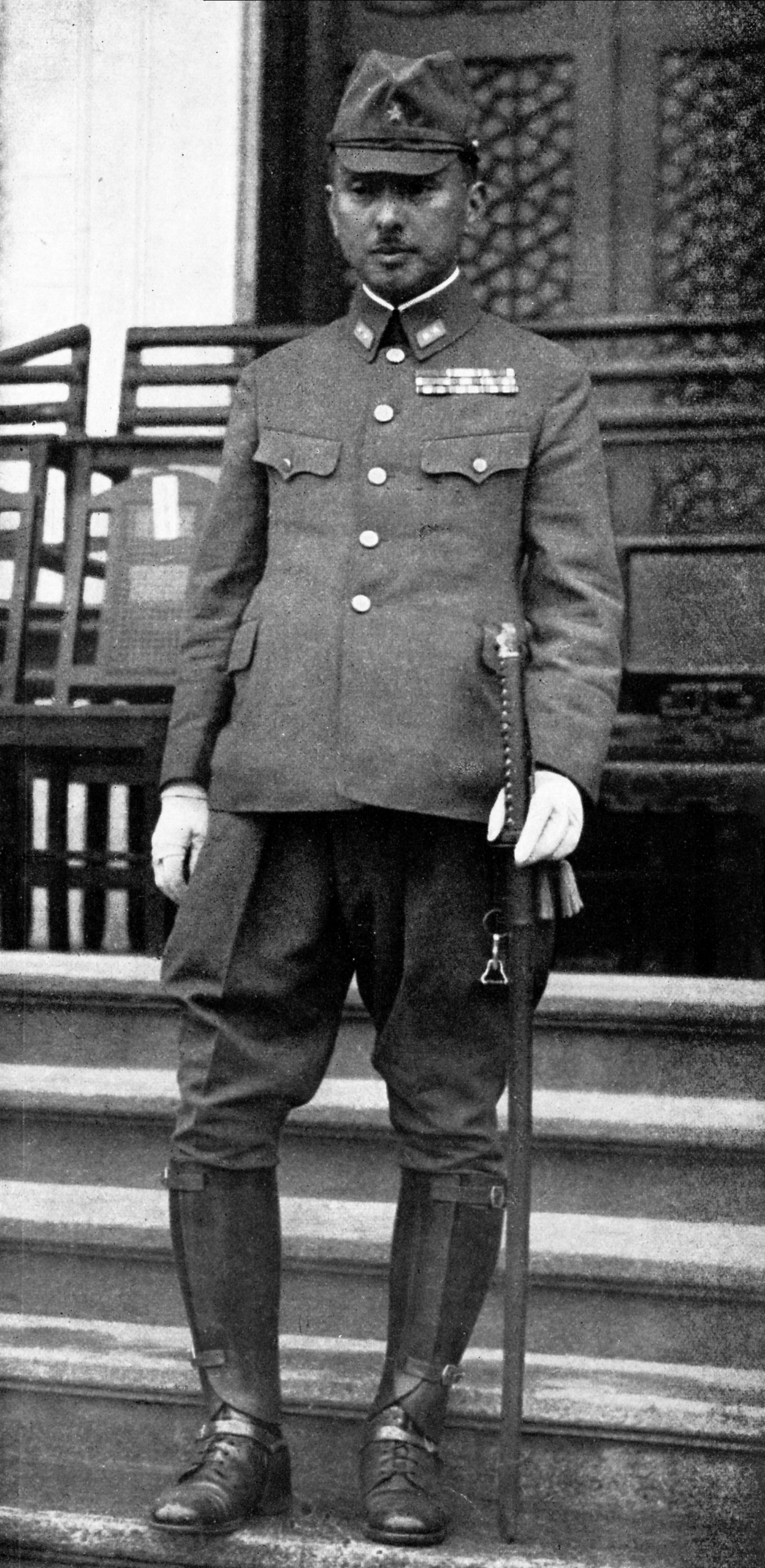
1940년의 야스히코

1937년 11월~12월 사령관인 마쓰이가 와병중이었기 때문에, 야스히코는 사령관 대리로서 당시 중화민국의 수도였던 난징 공략을 지휘하였다. 아사카는 "모든 포로를 사살하라"는 명령을 내렸고, 이것은 일본군의 잔혹행위와 난징대학살(1937년 10월 10일-1938년 2월 10일)에 대한 공식적인 허용을 뜻했다. 이 명령은 그가 직접 내렸다는 설도 있고, 또한 황도파의 거두로 유명한 조 이사무(長勇) 소장이 아사카의 묵인 아래 내렸다는 설도 있으나, 어쨌든 그는 이후에도 이러한 잔혹행위를 제지하는 명령을 내리지 않았다. 한편 와병중이었던 마쓰이와 마찬가지로 아사카는 본격적인 학살이 시작될 때까지 난징에 입성하지 못하고 있었다.
이러한 학살 명령 책임은 비단 야스히코 뿐만 아니라 1937년 8월 5일, 중국군 포로대우에 대한 국제법상의 의무 준수 폐지를 승인한 쇼와 천황에게까지 거슬러 올라간다.
난징이 함락된 이후인 1938년 2월, 마쓰이와 야스히코는 모두 일본으로 귀환하였다. 마쓰이는 은퇴하였고, 야스히코는 군사참의관에 머물렀으나 더이상의 부대 지휘는 맡지 않았다. 일본의 패색이 짙어지던 1944년 그는 전 일본 총리였던 고노에 후미마로(近衛文麿), 그리고 조카인 다카마쓰노미야 노부히토 친왕(高松宮宣仁親王)과 함께 당시 총리였던 도조 히데키(東條英機) 축출 음모를 꾸미기도 하였다.

## 패전 이후
일본의 항복 이후, 아사카는 난징대학살에 관한 전쟁 범죄 혐의로 점령군 최고사령부의 조사를 받기도 하였으나, 더글러스 맥아더 사령부의 일본 황족 전범재판 불기소 방침에 따라 그는 기소되지 않았다. 그러나 마쓰이는 도쿄 재판에 기소되어 휘하부대 감독 소홀의 책임추궁을 받게되어 사형선고를 받고 이후 처형되었다.
1947년 8월 14일, 아사카와 아사카의 가족들은 점령군 최고사령부의 방침에 따라 황족으로서의 지위를 잃고 평민으로 강등되었다. 그들은 모든 공직에서 추방되었고, 그동안 살고 있던 자택 또한 정부에 의해 압류되었다. 이것은 이후 수상 관저로 잠시 쓰이다가 현재 도쿄 도 정원미술관(東京都庭園美術館)으로 사용되고 있다. 그리하여 그는 시즈오카현의 아타미시로 이주하였다.
1951년 그는 가톨릭으로 개종하였는데, 이는 일본 황족과 황족이었던 사람 중 최초의 개종자였다.
이후 그는 대부분의 여생을 골프로 소일하였고, 골프장을 설계하기도 하였다. 이후 아타미의 자택에서 93세의 나이로 자연사하였다.